# روبرت دبليو. هيل
روبرت دبليو. هيل (بالإنجليزية: Robert W. Hill)‏ هو مهندس معماري أمريكي، ولد في 20 سبتمبر 1828 في واتربوري في الولايات المتحدة، وتوفي بنفس المكان في 16 يوليو 1909.